# Antonio González Zumárraga

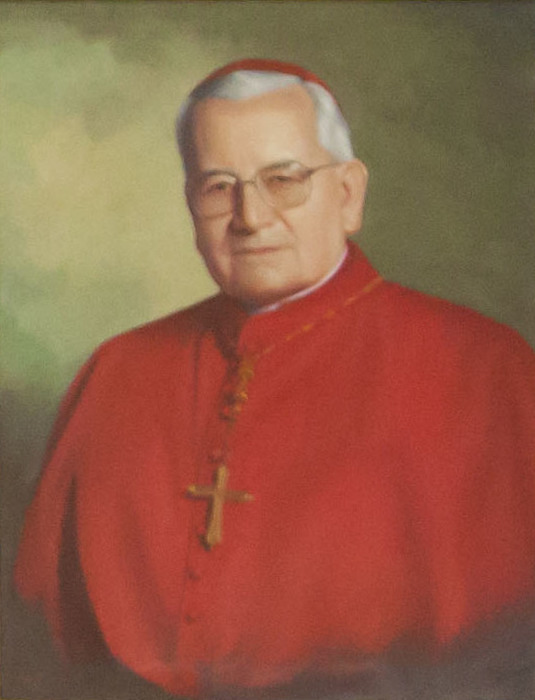
Antonio José Kardinal González Zumárraga

Kardinalswappen

 Antonio José Kardinal González Zumárraga  (* 18. März 1925 in Pujilí, Provinz Cotopaxi, Ecuador; † 13. Oktober 2008 in Sangolquí bei Quito, Ecuador) war Erzbischof von Quito.

## Leben
Antonio José González Zumárraga erhielt seine theologische und philosophische Ausbildung in Quito und Salamanca. Er promovierte an der Universität Salamanca zum Doktor des Kanonischen Rechts und empfing am 19. Juni 1951 das Sakrament der Priesterweihe. Von 1951 bis 1964 arbeitete er als Gemeindepriester, Sekretär der Metropolitan-Kurie von Quito und Dozent an der Katholischen Universität von Ecuador. Von 1964 bis 1969 war er Kanzler der Erzdiözese Quito und Rektor eines Studienkollegs.
Am 17. Mai 1969 ernannte ihn Papst Paul VI. zum Titularbischof von Tagarata und Weihbischof in Quito. Die Bischofsweihe spendete ihm am 15. Juni desselben Jahres in der Kathedrale von Quito Kardinal Pablo Muñoz Vega, der Erzbischof von Quito, Mitkonsekratoren waren Manuel de Jesús Serrano Abad, Erzbischof von Cuenca, und Bernardino Echeverría Ruiz OFM, Erzbischof von Guayaquil. Sein Wahlspruch lautete Spiritus unitate unitas caritate („Der Geist der Einheit ist die Einheit in der Liebe“). Von 1976 bis 1978 war er Apostolischer Administrator, ab 1978 Bischof von Machala.
Papst Johannes Paul II. ernannte González Zumárraga 1980 zum Koadjutorerzbischof des Erzbistums Quito. Am 1. Juni 1985 wurde er als Nachfolger von Pablo Kardinal Muñoz Vega Erzbischof von Quito. Am 11. November 1995 wurde er zum Primas von Ecuador ernannt. Papst Johannes Paul II. nahm Antonio José González Zumárraga im Rahmen des Konsistoriums vom 21. Februar 2001 als Kardinalpriester mit der römischen Titelkirche Santa Maria in Via in das Kardinalskollegium auf. Er war Mitglied des Päpstlichen Rats für die Laien. Antonio José Kardinal González Zumárraga legte die Leitung des Erzbistums Quito am 21. März 2003 aus Altersgründen nieder. Am Konklave 2005 nahm er nicht teil, da er die Altersgrenze von 80 Jahren wenige Wochen zuvor überschritten hatte. Er litt zuletzt an Magenkrebs und starb 2008 an den Folgen der Krankheit. Beigesetzt wurde der Kardinal González Zumárraga in der Krypta der Kathedrale von Quito.
Antonio González Zumárraga war über zwei Perioden von 1987 bis 1993 Vorsitzender der Ecuadorianischen Bischofskonferenz, später deren Ehrenpräsident. Von 1989 bis 2004 wirkte er als Berater in der Päpstlichen Kommission für Lateinamerika.